# Paul Potts
Paul Robert Potts (Bristol (Engeland), 13 oktober 1970) is een operazanger uit Wales, Groot-Brittannië, die bekend werd met zijn optreden in het televisieprogramma Britain's Got Talent.

## Levensloop
Potts was voordat hij beroemd werd in het dagelijks leven verkoper van mobiele telefoons en daarnaast amateur-operazanger. Hij zong zijn eerste opera op 28-jarige leeftijd tijdens een karaokewedstrijd. Daarna trad hij op in Michael Barrymores televisieshow "My kind of Music", waarbij hij £ 8000 won. Door deze prijs kon Potts naar Italië gaan en daar een aantal operatrainingen volgen, waaronder een masterclass bij Luciano Pavarotti.
Terug in Groot-Brittannië trad Potts op in een aantal semi-professionele opera's en een groot concert met het Royal Philharmonic Orchestra. Zijn carrière kreeg echter een terugslag door een blindedarmontsteking. Tijdens de operatie ontdekten de artsen nog een kankergezwel, dat meteen operatief is verwijderd. Later kreeg hij een fietsongeluk, waarbij hij zijn sleutelbeen brak. Hierna werd hij niet meer gevraagd voor optredens en daarom besloot hij zich op te geven voor het televisieprogramma "Britain's Got Talent".
Tijdens de eerste ronde op 9 juni 2007 in Cardiff, zong Potts de aria Nessun dorma, uit de opera Turandot van Giacomo Puccini. Hij maakte diepe indruk op de in eerste instantie uiterst sceptische jury (die werd voorgezeten door Simon Cowell) en kreeg een staande ovatie van de 2000 aanwezige toeschouwers. De dagen erna verscheen het filmpje met zijn optreden op diverse weblogs. Tijdens de halve finale op 15 juni, zong hij Con te partirò, bekend geworden door Andrea Bocelli. Potts ging door naar de finale op 17 juni, nadat hij de meeste publieksstemmen had gekregen. Hij wist daar zijn prestatie van de voorrondes te herhalen, met opnieuw een begeesterende versie van Nessun Dorma. Hij won uiteindelijk de finale en verkreeg zo de prijs van £ 100.000. Jurylid Simon Cowell beloofde de zanger bovendien een platencontract ter waarde van 1 miljoen pond.
In 2008 gaf Paul Potts zijn eerste concert in Nederland, in de Heineken Music Hall in Amsterdam.
In 2019 nam hij deel aan America's Got Talent: The Champions en in 2022 nam hij deel aan de Duitse versie van The Masked Singer. 

## Discografie

### Albums
| Album met eventuele hitnotering(en) in de Nederlandse Album Top 100 | Datum van verschijnen | Datum van binnenkomst | Hoogste positie | Aantal weken | Opmerkingen |
| ------------------------------------------------------------------- | --------------------- | --------------------- | --------------- | ------------ | ----------- |
| One chance                                                          | 20-07-2007            | 22-09-2007            | 4               | 41           |             |
| Passione                                                            | 08-05-2009            | 06-06-2009            | 9               | 6            |             |

| Album met hitnotering(en) in de Vlaamse Ultratop 200 albums | Datum van verschijnen | Datum van binnenkomst | Hoogste positie | Aantal weken | Opmerkingen |
| ----------------------------------------------------------- | --------------------- | --------------------- | --------------- | ------------ | ----------- |
| One chance                                                  | 2007                  | 08-09-2007            | 26              | 20           |             |
| Passione                                                    | 2009                  | 06-06-2009            | 14              | 12           |             |
| Cinema paradiso                                             | 15-10-2010            | 04-12-2010            | 53              | 6*           |             |

### Singles
| Single met eventuele hitnotering(en) in de Nederlandse Top 40 | Datum van verschijnen | Datum van binnenkomst | Hoogste positie | Aantal weken | Opmerkingen |
| ------------------------------------------------------------- | --------------------- | --------------------- | --------------- | ------------ | ----------- |
| Nessun dorma                                                  | 2007                  | -                     |                 |              |             |

## Referentie
1. ↑  Paul sings Nessun Dorma, YouTube
2. ↑  Britten vallen voor zingende GSM-verkoper